# Concatedral de San José de Tadó
La Concatedral de San José es una iglesia catedralicia de culto católico bajo la advocación de San José. El edificio se encuentra ubicado en el municipio colombiano de Tadó (Chocó) y es una de las sedes episcopales de la Diócesis de Istmina-Tadó junto con la Catedral de San Pablo, en Istmina.
El edificio fue originalmente diseñado como templo parroquial, siendo elevado al rango de concatedral el 30 de abril de 1990 por el Papa Juan Pablo II, cuando se crea la diócesis mencionada, posteriormente, por su significado histórico, valor arquitectónico y cultural fue declarado Monumento Nacional por resolución No.0795 del 31 de julio de 1998. Además, el templo fue sometido a una restauración total entre 1999 y 2006.

## Historia
Tadó fue fundado como lugar para albergar a los colonos españoles y esclavos, quienes se encargaban de la explotación de las minas de oro y plata de la región. Una vez asentados en ella, los españoles edificaron el templo para realizar las ceremonias religiosas, primera edificación en torno a la cual se levantaba el pueblo, según como indicaban las Leyes de Indias. La primera construcción data de 1715, y según consta en las crónicas preservadas en el archivo del templo, se levantó una iglesia en madera, aprovechando la gran cantidad de este material en la región. De la primera fundación se preservan aún el trazado y en el tesoro de la iglesia, las campanas fundidas en bronce en 1743. Además, según como está registrado en los archivos eclesiásticos guardados desde 1740, la parroquia pasó rápidamente de las manos de los franciscanos a estar a cargo de sacerdotes seculares.
En 1899 comenzó la Guerra de los Mil Días, esta guerra civil afectó severamente a la región y la iglesia fue abandonada hasta 1912, cuando el cura párroco Demetrio Salazar, se encargó de reconstruirla y a la cual le añadió dos torres elaboradas en lámina de zinc y la estructura exterior en latón. La fachada se terminó en 1918, cuando además se pintó y decoró la cúpula por orden del párroco. Posteriormente, el pueblo de Tadó sufrió varios incendios y la mayoría de construcciones en madera fueron arrasadas, el último en 1941 consumió gran parte del pueblo y el cura Francisco Onetti se dedicó entonces a reconstruirlo. En 1945, por este suceso, la Chocó Pacífico le donó un reloj que instaló él mismo, en la torre norte.
La Prefectura Apostólica del Chocó, la cual había sido creada en 1908, es suprimida y son creados dos vicariatos apostólicos en 1952, mediante bula papal Cum Usu Quotidiano de Pío XII, estos son el Vicariato Apostólico de Quibdó y el Vicariato Apostólico de Istmina; este último vicariato es convertido en 1990 en la Diócesis de Istmina-Tadó por el Papa Juan Pablo II, por lo cual, fue elevada la Iglesia San Pablo de Istmina al rango de catedral, y la Iglesia de San José de Tadó al de concatedral.
Posteriormente, en 1998, el Ministerio de Cultura de Colombia declarada a la Concatedral de Tadó Monumento Nacional por Resolución No.0795 del 31 de julio de ese mismo año. Este carácter de Monumento Nacional implica que todas las restauraciones, remodelaciones, refacciones y las obras de protección, defensa y conservación que deban efectuarse en el templo, deberán contar con el permiso previo del Consejo de Monumentos Nacionales.
Por lo cual, el Ministerio de Cultura realizó, entre los años 1999 y 2006, la restauración total del templo, en la cual se invirtieron 2.417.500.943 millones de pesos, financiados en su totalidad con recursos del Estado. La intervención contó con la participación de mano de obra local y con la asistencia de profesionales en el tema, para finalmente rescatar uno de los ejemplos más representativos del denominado sistema constructivo "bahareque metálico", único en esta región de Colombia.

## Características
La Concatedral de Tadó es una edificación en madera, de planta rectangular, de tres naves (la principal o central y dos laterales), separadas por arcos sobre pilares de sección cuadrada, y su exterior y cubierta están enchapados en láminas de latón, particularidad que lo distingue, a la vez que lo protege de las permanentes lluvias. La fachada principal, compuesta por dos torres de base cuadrada y tres cuerpos en estructura de madera, está cubierta en latón galvanizado y recortado, formando flores y figuras geométricas.
En el interior, la nave central es la más amplia y la más alta de las tres, conformada por arcos rebajados de madera, pintados y decorados con flores y frutos. Se obtiene una adecuada ventilación cruzada por medio de las ventanas que se ubican sobre los arcos que conforman la nave central, y cuenta con una pequeña torre para iluminar, realizada también en madera e igualmente recubierta de zinc, que en su interior forma una cúpula decorada con figuras de ángeles.
Dentro del contexto de la arquitectura colombiana, la Concatedral de San José de Tadó se puede incorporar al grupo de iglesias construidas con el sistema constructivo “bahareque metálico”, el cual se compone de una estructura o entramado en madera recubierto de láminas de latón o zinc galvanizado único en esta región del país. Además, es notable el excelente trabajo en latón recortado, que recubre la estructura en madera, formando con dicho material elementos que componen el diseño del templo, como arcos, pilastras, capiteles y molduras, ricamente decorados con formas geométricas y vegetales.